# Carlos Roselló
Carlos Roselló Betbeze, (nacido el 2 de mayo de 1922) es un exjugador de baloncesto uruguayo. Fue medalla de bronce con Uruguay en los Juegos Olímpicos de Helsinki 1952.